# NGC 3091
NGC 3091 ist eine Elliptische Galaxie vom Hubble-Typ E1 im Sternbild Hydra südlich der Ekliptik. Sie ist schätzungsweise 168 Millionen Lichtjahre von der Milchstraße entfernt und hat einen Durchmesser von etwa 155.000 Lichtjahren. Die Galaxie ist Mitglied der Hickson Compact Group HCG 42 und die hellste Galaxie der NGC 3091-Gruppe (LGG 186).
Im selben Himmelsareal befinden sich u. a. die Galaxien NGC 3072, NGC 3085, NGC 3096.
Das Objekt wurde am 7. Februar 1785 von Wilhelm Herschel entdeckt.

## NGC 3091-Gruppe (LGG 186)
| Galaxie   | Alternativname          | Entfernung / Mio. Lj |
| --------- | ----------------------- | -------------------- |
| NGC 3052  | PGC 28570               | 160                  |
| NGC 3091  | PGC 28927               | 168                  |
| NGC 3124  | PGC 29377               | 150                  |
| PGC 28373 | ESO 566-019             | 157                  |
| PGC 28922 | MCG-03-26-006           | 170                  |
| PGC 28926 | 2MASX J10001284-1940203 |                      |